# Плей-оф Кубка Стенлі 2000

Плей-оф Кубка Стенлі 2000 — стартував після регулярного чемпіонату 12 квітня та фінішував 10 червня 2000.

## Учасники плей-оф

### Східна конференція
1. Філадельфія Флайєрс, чемпіон Атлантичного дивізіону, Східної конференції – 105 очок
2. Вашингтон Кепіталс, чемпіон Південно-Східного дивізіону – 102 очка
3. Торонто Мейпл-Ліфс, чемпіон Північно-Східного дивізіону – 100 очок
4. Нью-Джерсі Девілс – 103 очка
5. Флорида Пантерс – 98 очок
6. Оттава Сенаторс – 95 очок
7. Піттсбург Пінгвінс – 88 очок
8. Баффало Сейбрс – 85 очок

### Західна конференція
1. Сент-Луїс Блюз, чемпіон Центрального дивізіону, Західної конференції, Кубок Президента – 114 очок
2. Даллас Старс, чемпіон Тихоокеанського дивізіону – 102 очка
3. Колорадо Аваланч, чемпіон Північно-Західного дивізіону – 96 очок
4. Детройт Ред-Вінгс – 108 очок
5. Лос-Анджелес Кінгс – 94 очка
6. Фінікс Койотс – 90 очок
7. Едмонтон Ойлерс – 88 очок
8. Сан-Хосе Шаркс – 87 очок

## Плей-оф
|  | Чвертьфінали конференції | Чвертьфінали конференції              | Чвертьфінали конференції |   |           | Півфінали конференції | Півфінали конференції | Півфінали конференції |                    |                    | Фінали конференції  | Фінали конференції  | Фінали конференції  |  |  | Фінал Кубка Стенлі | Фінал Кубка Стенлі | Фінал Кубка Стенлі |
|  |                          |                                       |                          |   |           |                       |                       |                       |                    |                    |                     |                     |                     |  |  |                    |                    |                    |
|  | 1                        | Філадельфія                           | 4                        |   |           | 1                     | Філадельфія           | 4                     |                    |                    |                     |                     |                     |  |  |                    |                    |                    |
|  | 8                        | Баффало                               | 1                        |   |           | 7                     | Піттсбург             | 2                     |                    |                    |                     |                     |                     |  |  |                    |                    |                    |
|  |                          |                                       |                          |   |           |                       |                       |                       |                    |                    |                     |                     |                     |  |  |                    |                    |                    |
|  | 2                        | Вашингтон                             | 1                        |   |           |                       |                       |                       | Східна конференція | Східна конференція | Східна конференція  | Східна конференція  | Східна конференція  |  |  |                    |                    |                    |
|  | 2                        | Вашингтон                             | 1                        |   |           |                       |                       |                       | Східна конференція | Східна конференція | Східна конференція  | Східна конференція  | Східна конференція  |  |  |                    |                    |                    |
|  | 7                        | Піттсбург                             | 4                        |   |           |                       |                       |                       |                    |                    |                     |                     |                     |  |  |                    |                    |                    |
|  | 7                        | Піттсбург                             | 4                        |   |           |                       |                       |                       |                    | 1                  | Філадельфія         | 3                   |                     |  |  |                    |                    |                    |
|  |                          |                                       |                          |   |           |                       |                       |                       |                    | 1                  | Філадельфія         | 3                   |                     |  |  |                    |                    |                    |
|  |                          | 4                                     | Нью-Джерсі               | 4 |           |                       |                       |                       |                    |                    |                     |                     |                     |  |  |                    |                    |                    |
|  | 3                        | 4                                     | Нью-Джерсі               | 4 | Торонто   | 4                     |                       |                       |                    |                    |                     |                     |                     |  |  |                    |                    |                    |
|  | 3                        |                                       |                          |   | Торонто   | 4                     |                       |                       |                    |                    |                     |                     |                     |  |  |                    |                    |                    |
|  | 6                        | Оттава                                | 2                        |   |           |                       |                       |                       |                    |                    |                     |                     |                     |  |  |                    |                    |                    |
|  | 6                        | Оттава                                | 2                        |   |           |                       |                       |                       |                    |                    |                     |                     |                     |  |  |                    |                    |                    |
|  |                          |                                       |                          |   |           |                       |                       |                       |                    |                    |                     |                     |                     |  |  |                    |                    |                    |
|  |                          |                                       |                          |   |           |                       |                       |                       |                    |                    |                     |                     |                     |  |  |                    |                    |                    |
|  | 4                        | Нью-Джерсі                            | 4                        |   | 3         | Торонто               | 2                     |                       |                    |                    |                     |                     |                     |  |  |                    |                    |                    |
|  | 4                        | Нью-Джерсі                            | 4                        |   | 3         | Торонто               | 2                     |                       |                    |                    |                     |                     |                     |  |  |                    |                    |                    |
|  | 5                        | Флорида                               | 0                        |   |           | 4                     | Нью-Джерсі            | 4                     |                    |                    |                     |                     |                     |  |  |                    |                    |                    |
|  | 5                        | Флорида                               | 0                        |   |           |                       |                       |                       |                    | E4                 | Нью-Джерсі          | 4                   |                     |  |  |                    |                    |                    |
|  |                          | (Пари пересіяні після першого раунду) |                          |   |           |                       |                       |                       |                    | E4                 | Нью-Джерсі          | 4                   |                     |  |  |                    |                    |                    |
|  |                          | W2                                    | Даллас                   | 2 |           |                       |                       |                       |                    |                    |                     |                     |                     |  |  |                    |                    |                    |
|  | 1                        | W2                                    | Даллас                   | 2 | Сент-Луїс | 3                     |                       |                       | 2                  | Даллас             | 4                   |                     |                     |  |  |                    |                    |                    |
|  | 1                        |                                       |                          |   | Сент-Луїс | 3                     |                       |                       | 2                  | Даллас             | 4                   |                     |                     |  |  |                    |                    |                    |
|  | 8                        | Сан-Хосе                              | 4                        |   |           | 8                     | Сан-Хосе              | 1                     |                    |                    |                     |                     |                     |  |  |                    |                    |                    |
|  | 8                        | Сан-Хосе                              | 4                        |   |           | 8                     | Сан-Хосе              | 1                     |                    |                    |                     |                     |                     |  |  |                    |                    |                    |
|  |                          |                                       |                          |   |           |                       |                       |                       |                    |                    |                     |                     |                     |  |  |                    |                    |                    |
|  | 2                        | Даллас                                | 4                        |   |           |                       |                       |                       |                    |                    |                     |                     |                     |  |  |                    |                    |                    |
|  | 2                        | Даллас                                | 4                        |   |           |                       |                       |                       |                    |                    |                     |                     |                     |  |  |                    |                    |                    |
|  | 7                        | Едмонтон                              | 1                        |   |           |                       |                       |                       |                    |                    |                     |                     |                     |  |  |                    |                    |                    |
|  | 7                        | Едмонтон                              | 1                        |   |           |                       |                       |                       | 2                  | Даллас             | 4                   |                     |                     |  |  |                    |                    |                    |
|  |                          |                                       |                          |   |           |                       |                       |                       | 2                  | Даллас             | 4                   |                     |                     |  |  |                    |                    |                    |
|  |                          | 3                                     | Колорадо                 | 3 |           |                       |                       |                       |                    |                    |                     |                     |                     |  |  |                    |                    |                    |
|  | 3                        | 3                                     | Колорадо                 | 3 | Колорадо  | 4                     |                       |                       |                    |                    |                     |                     |                     |  |  |                    |                    |                    |
|  | 3                        |                                       |                          |   | Колорадо  | 4                     |                       |                       |                    |                    |                     |                     |                     |  |  |                    |                    |                    |
|  | 6                        | Фінікс                                | 1                        |   |           |                       |                       |                       |                    |                    | Західна конференція | Західна конференція | Західна конференція |  |  |                    |                    |                    |
|  | 6                        | Фінікс                                | 1                        |   |           |                       |                       |                       |                    |                    | Західна конференція | Західна конференція | Західна конференція |  |  |                    |                    |                    |
|  |                          |                                       |                          |   |           |                       |                       |                       |                    |                    |                     |                     |                     |  |  |                    |                    |                    |
|  | 4                        | Детройт                               | 4                        |   | 3         | Колорадо              | 4                     |                       |                    |                    |                     |                     |                     |  |  |                    |                    |                    |
|  | 4                        | Детройт                               | 4                        |   | 3         | Колорадо              | 4                     |                       |                    |                    |                     |                     |                     |  |  |                    |                    |                    |
|  | 5                        | Лос-Анджелес                          | 0                        |   |           | 4                     | Детройт               | 1                     |                    |                    |                     |                     |                     |  |  |                    |                    |                    |

### Чвертьфінали конференції
Східна конференція
| Філадельфія Флайєрс (1) та Баффало Сейбрс (8) | Філадельфія Флайєрс (1) та Баффало Сейбрс (8) | Філадельфія Флайєрс (1) та Баффало Сейбрс (8) | Філадельфія Флайєрс (1) та Баффало Сейбрс (8) | Філадельфія Флайєрс (1) та Баффало Сейбрс (8) | Філадельфія Флайєрс (1) та Баффало Сейбрс (8) | Філадельфія Флайєрс (1) та Баффало Сейбрс (8) |
| Дата                                          | Господарі                                     | Господарі                                     | Гості                                         | Гості                                         | Примітки                                      |                                               |
| --------------------------------------------- | --------------------------------------------- | --------------------------------------------- | --------------------------------------------- | --------------------------------------------- | --------------------------------------------- | --------------------------------------------- |
| 13 квітня                                     | Баффало                                       | 2                                             | 3                                             | Філадельфія                                   |                                               |                                               |
| 14 квітня                                     | Баффало                                       | 1                                             | 2                                             | Філадельфія                                   |                                               |                                               |
| 16 квітня                                     | Філадельфія                                   | 2                                             | 0                                             | Баффало                                       |                                               |                                               |
| 18 квітня                                     | Філадельфія                                   | 2                                             | 3                                             | Баффало                                       | OT                                            |                                               |
| 20 квітня                                     | Баффало                                       | 2                                             | 5                                             | Філадельфія                                   |                                               |                                               |
| Філадельфія виграла серію 4:1.                |                                               |                                               |                                               |                                               |                                               |                                               |

| Вашингтон Кепіталс (3) та Піттсбург Пінгвінс (7) | Вашингтон Кепіталс (3) та Піттсбург Пінгвінс (7) | Вашингтон Кепіталс (3) та Піттсбург Пінгвінс (7) | Вашингтон Кепіталс (3) та Піттсбург Пінгвінс (7) | Вашингтон Кепіталс (3) та Піттсбург Пінгвінс (7) | Вашингтон Кепіталс (3) та Піттсбург Пінгвінс (7) | Вашингтон Кепіталс (3) та Піттсбург Пінгвінс (7) |
| Дата                                             | Господарі                                        | Господарі                                        | Гості                                            | Гості                                            | Примітки                                         |                                                  |
| ------------------------------------------------ | ------------------------------------------------ | ------------------------------------------------ | ------------------------------------------------ | ------------------------------------------------ | ------------------------------------------------ | ------------------------------------------------ |
| 13 квітня                                        | Піттсбург                                        | 7                                                | 0                                                | Вашингтон                                        |                                                  |                                                  |
| 15 квітня                                        | Вашингтон                                        | 1                                                | 2                                                | Піттсбург                                        | OT                                               |                                                  |
| 17 квітня                                        | Вашингтон                                        | 3                                                | 4                                                | Піттсбург                                        |                                                  |                                                  |
| 19 квітня                                        | Піттсбург                                        | 2                                                | 3                                                | Вашингтон                                        |                                                  |                                                  |
| 21 квітня                                        | Піттсбург                                        | 2                                                | 1                                                | Вашингтон                                        |                                                  |                                                  |
| Піттсбург виграв серію 4:1.                      |                                                  |                                                  |                                                  |                                                  |                                                  |                                                  |

| Торонто Мейпл-Ліфс (4) та Оттава Сенаторс (6) | Торонто Мейпл-Ліфс (4) та Оттава Сенаторс (6) | Торонто Мейпл-Ліфс (4) та Оттава Сенаторс (6) | Торонто Мейпл-Ліфс (4) та Оттава Сенаторс (6) | Торонто Мейпл-Ліфс (4) та Оттава Сенаторс (6) | Торонто Мейпл-Ліфс (4) та Оттава Сенаторс (6) | Торонто Мейпл-Ліфс (4) та Оттава Сенаторс (6) |
| Дата                                          | Господарі                                     | Господарі                                     | Гості                                         | Гості                                         | Примітки                                      |                                               |
| --------------------------------------------- | --------------------------------------------- | --------------------------------------------- | --------------------------------------------- | --------------------------------------------- | --------------------------------------------- | --------------------------------------------- |
| 12 квітня                                     | Оттава                                        | 0                                             | 2                                             | Торонто                                       |                                               |                                               |
| 15 квітня                                     | Оттава                                        | 1                                             | 5                                             | Торонто                                       |                                               |                                               |
| 17 квітня                                     | Торонто                                       | 3                                             | 4                                             | Оттава                                        |                                               |                                               |
| 19 квітня                                     | Торонто                                       | 1                                             | 2                                             | Оттава                                        |                                               |                                               |
| 22 квітня                                     | Оттава                                        | 1                                             | 2                                             | Торонто                                       | OT                                            |                                               |
| 24 квітня                                     | Торонто                                       | 4                                             | 2                                             | Оттава                                        |                                               |                                               |
| Торонто виграв серію 4:2.                     |                                               |                                               |                                               |                                               |                                               |                                               |

| Нью-Джерсі Девілс (2) та Флорида Пантерс (5) | Нью-Джерсі Девілс (2) та Флорида Пантерс (5) | Нью-Джерсі Девілс (2) та Флорида Пантерс (5) | Нью-Джерсі Девілс (2) та Флорида Пантерс (5) | Нью-Джерсі Девілс (2) та Флорида Пантерс (5) | Нью-Джерсі Девілс (2) та Флорида Пантерс (5) | Нью-Джерсі Девілс (2) та Флорида Пантерс (5) |
| Дата                                         | Господарі                                    | Господарі                                    | Гості                                        | Гості                                        | Примітки                                     |                                              |
| -------------------------------------------- | -------------------------------------------- | -------------------------------------------- | -------------------------------------------- | -------------------------------------------- | -------------------------------------------- | -------------------------------------------- |
| 13 квітня                                    | Флорида                                      | 3                                            | 4                                            | Нью-Джерсі                                   |                                              |                                              |
| 16 квітня                                    | Флорида                                      | 1                                            | 2                                            | Нью-Джерсі                                   |                                              |                                              |
| 18 квітня                                    | Нью-Джерсі                                   | 2                                            | 1                                            | Флорида                                      |                                              |                                              |
| 20 квітня                                    | Нью-Джерсі                                   | 4                                            | 1                                            | Флорида                                      |                                              |                                              |
| Нью-Джерсі виграв серію 4:0.                 |                                              |                                              |                                              |                                              |                                              |                                              |

Західна конференція
| Сент-Луїс Блюз (1) та Сан-Хосе Шаркс (8) | Сент-Луїс Блюз (1) та Сан-Хосе Шаркс (8) | Сент-Луїс Блюз (1) та Сан-Хосе Шаркс (8) | Сент-Луїс Блюз (1) та Сан-Хосе Шаркс (8) | Сент-Луїс Блюз (1) та Сан-Хосе Шаркс (8) | Сент-Луїс Блюз (1) та Сан-Хосе Шаркс (8) | Сент-Луїс Блюз (1) та Сан-Хосе Шаркс (8) |
| Дата                                     | Господарі                                | Господарі                                | Гості                                    | Гості                                    | Примітки                                 |                                          |
| ---------------------------------------- | ---------------------------------------- | ---------------------------------------- | ---------------------------------------- | ---------------------------------------- | ---------------------------------------- | ---------------------------------------- |
| 12 квітня                                | Сан-Хосе                                 | 3                                        | 5                                        | Сент-Луїс                                |                                          |                                          |
| 15 квітня                                | Сан-Хосе                                 | 4                                        | 2                                        | Сент-Луїс                                |                                          |                                          |
| 17 квітня                                | Сент-Луїс                                | 1                                        | 2                                        | Сан-Хосе                                 |                                          |                                          |
| 19 квітня                                | Сент-Луїс                                | 2                                        | 3                                        | Сан-Хосе                                 |                                          |                                          |
| 21 квітня                                | Сан-Хосе                                 | 3                                        | 5                                        | Сент-Луїс                                |                                          |                                          |
| 23 квітня                                | Сент-Луїс                                | 6                                        | 2                                        | Сан-Хосе                                 |                                          |                                          |
| 25 квітня                                | Сан-Хосе                                 | 3                                        | 1                                        | Сент-Луїс                                |                                          |                                          |
| Сан-Хосе виграв серію 4:3.               |                                          |                                          |                                          |                                          |                                          |                                          |

| Даллас Старс (3) та Едмонтон Ойлерс (7) | Даллас Старс (3) та Едмонтон Ойлерс (7) | Даллас Старс (3) та Едмонтон Ойлерс (7) | Даллас Старс (3) та Едмонтон Ойлерс (7) | Даллас Старс (3) та Едмонтон Ойлерс (7) | Даллас Старс (3) та Едмонтон Ойлерс (7) | Даллас Старс (3) та Едмонтон Ойлерс (7) |
| Дата                                    | Господарі                               | Господарі                               | Гості                                   | Гості                                   | Примітки                                |                                         |
| --------------------------------------- | --------------------------------------- | --------------------------------------- | --------------------------------------- | --------------------------------------- | --------------------------------------- | --------------------------------------- |
| 12 квітня                               | Едмонтон                                | 1                                       | 2                                       | Даллас                                  |                                         |                                         |
| 13 квітня                               | Едмонтон                                | 0                                       | 3                                       | Даллас                                  |                                         |                                         |
| 16 квітня                               | Даллас                                  | 2                                       | 5                                       | Едмонтон                                |                                         |                                         |
| 18 квітня                               | Даллас                                  | 4                                       | 3                                       | Едмонтон                                |                                         |                                         |
| 21 квітня                               | Едмонтон                                | 2                                       | 3                                       | Даллас                                  |                                         |                                         |
| Даллас виграв серію 4:1.                |                                         |                                         |                                         |                                         |                                         |                                         |

| Колорадо Аваланч (4) та Фінікс Койотс (6) | Колорадо Аваланч (4) та Фінікс Койотс (6) | Колорадо Аваланч (4) та Фінікс Койотс (6) | Колорадо Аваланч (4) та Фінікс Койотс (6) | Колорадо Аваланч (4) та Фінікс Койотс (6) | Колорадо Аваланч (4) та Фінікс Койотс (6) | Колорадо Аваланч (4) та Фінікс Койотс (6) |
| Дата                                      | Господарі                                 | Господарі                                 | Гості                                     | Гості                                     | Примітки                                  |                                           |
| ----------------------------------------- | ----------------------------------------- | ----------------------------------------- | ----------------------------------------- | ----------------------------------------- | ----------------------------------------- | ----------------------------------------- |
| 13 квітня                                 | Фінікс                                    | 3                                         | 6                                         | Колорадо                                  |                                           |                                           |
| 15 квітня                                 | Фінікс                                    | 1                                         | 3                                         | Колорадо                                  |                                           |                                           |
| 17 квітня                                 | Колорадо                                  | 4                                         | 2                                         | Фінікс                                    |                                           |                                           |
| 19 квітня                                 | Колорадо                                  | 2                                         | 3                                         | Фінікс                                    |                                           |                                           |
| 21 квітня                                 | Фінікс                                    | 1                                         | 2                                         | Колорадо                                  |                                           |                                           |
| Колорадо виграв серію 4:1.                |                                           |                                           |                                           |                                           |                                           |                                           |

| Детройт Ред-Вінгс (2) та Лос-Анджелес Кінгс (5) | Детройт Ред-Вінгс (2) та Лос-Анджелес Кінгс (5) | Детройт Ред-Вінгс (2) та Лос-Анджелес Кінгс (5) | Детройт Ред-Вінгс (2) та Лос-Анджелес Кінгс (5) | Детройт Ред-Вінгс (2) та Лос-Анджелес Кінгс (5) | Детройт Ред-Вінгс (2) та Лос-Анджелес Кінгс (5) | Детройт Ред-Вінгс (2) та Лос-Анджелес Кінгс (5) |
| Дата                                            | Господарі                                       | Господарі                                       | Гості                                           | Гості                                           | Примітки                                        |                                                 |
| ----------------------------------------------- | ----------------------------------------------- | ----------------------------------------------- | ----------------------------------------------- | ----------------------------------------------- | ----------------------------------------------- | ----------------------------------------------- |
| 13 квітня                                       | Лос-Анджелес                                    | 0                                               | 2                                               | Детройт                                         |                                                 |                                                 |
| 15 квітня                                       | Лос-Анджелес                                    | 5                                               | 8                                               | Детройт                                         |                                                 |                                                 |
| 17 квітня                                       | Детройт                                         | 2                                               | 1                                               | Лос-Анджелес                                    |                                                 |                                                 |
| 19 квітня                                       | Детройт                                         | 3                                               | 0                                               | Лос-Анджелес                                    |                                                 |                                                 |
| Детройт виграв серію 4:0.                       |                                                 |                                                 |                                                 |                                                 |                                                 |                                                 |

### Півфінали конференції
Східна конференція
| Філадельфія Флайєрс (1) та Піттсбург Пінгвінс (7) | Філадельфія Флайєрс (1) та Піттсбург Пінгвінс (7) | Філадельфія Флайєрс (1) та Піттсбург Пінгвінс (7) | Філадельфія Флайєрс (1) та Піттсбург Пінгвінс (7) | Філадельфія Флайєрс (1) та Піттсбург Пінгвінс (7) | Філадельфія Флайєрс (1) та Піттсбург Пінгвінс (7) | Філадельфія Флайєрс (1) та Піттсбург Пінгвінс (7) |
| Дата                                              | Господарі                                         | Господарі                                         | Гості                                             | Гості                                             | Примітки                                          |                                                   |
| ------------------------------------------------- | ------------------------------------------------- | ------------------------------------------------- | ------------------------------------------------- | ------------------------------------------------- | ------------------------------------------------- | ------------------------------------------------- |
| 27 квітня                                         | Піттсбург                                         | 2                                                 | 0                                                 | Філадельфія                                       |                                                   |                                                   |
| 29 квітня                                         | Піттсбург                                         | 4                                                 | 1                                                 | Філадельфія                                       |                                                   |                                                   |
| 2 травня                                          | Філадельфія                                       | 4                                                 | 3                                                 | Піттсбург                                         | OT                                                |                                                   |
| 4 травня                                          | Філадельфія                                       | 2                                                 | 1                                                 | Піттсбург                                         | 5 OT                                              |                                                   |
| 7 травня                                          | Піттсбург                                         | 3                                                 | 6                                                 | Філадельфія                                       |                                                   |                                                   |
| 9 травня                                          | Філадельфія                                       | 2                                                 | 1                                                 | Піттсбург                                         |                                                   |                                                   |
| Філадельфія виграла серію 4:2.                    |                                                   |                                                   |                                                   |                                                   |                                                   |                                                   |

| Торонто Мейпл-Ліфс (4) та Нью-Джерсі Девілс (2) | Торонто Мейпл-Ліфс (4) та Нью-Джерсі Девілс (2) | Торонто Мейпл-Ліфс (4) та Нью-Джерсі Девілс (2) | Торонто Мейпл-Ліфс (4) та Нью-Джерсі Девілс (2) | Торонто Мейпл-Ліфс (4) та Нью-Джерсі Девілс (2) | Торонто Мейпл-Ліфс (4) та Нью-Джерсі Девілс (2) | Торонто Мейпл-Ліфс (4) та Нью-Джерсі Девілс (2) |
| Дата                                            | Господарі                                       | Господарі                                       | Гості                                           | Гості                                           | Примітки                                        |                                                 |
| ----------------------------------------------- | ----------------------------------------------- | ----------------------------------------------- | ----------------------------------------------- | ----------------------------------------------- | ----------------------------------------------- | ----------------------------------------------- |
| 27 квітня                                       | Нью-Джерсі                                      | 1                                               | 2                                               | Торонто                                         |                                                 |                                                 |
| 29 квітня                                       | Нью-Джерсі                                      | 1                                               | 0                                               | Торонто                                         |                                                 |                                                 |
| 1 травня                                        | Торонто                                         | 1                                               | 5                                               | Нью-Джерсі                                      |                                                 |                                                 |
| 3 травня                                        | Торонто                                         | 3                                               | 2                                               | Нью-Джерсі                                      |                                                 |                                                 |
| 6 травня                                        | Нью-Джерсі                                      | 4                                               | 3                                               | Торонто                                         |                                                 |                                                 |
| 8 травня                                        | Торонто                                         | 0                                               | 3                                               | Нью-Джерсі                                      |                                                 |                                                 |
| Нью-Джерсі виграв серію 4:2.                    |                                                 |                                                 |                                                 |                                                 |                                                 |                                                 |

Західна конференція
| Даллас Старс (3) та Сан-Хосе Шаркс (8) | Даллас Старс (3) та Сан-Хосе Шаркс (8) | Даллас Старс (3) та Сан-Хосе Шаркс (8) | Даллас Старс (3) та Сан-Хосе Шаркс (8) | Даллас Старс (3) та Сан-Хосе Шаркс (8) | Даллас Старс (3) та Сан-Хосе Шаркс (8) | Даллас Старс (3) та Сан-Хосе Шаркс (8) |
| Дата                                   | Господарі                              | Господарі                              | Гості                                  | Гості                                  | Примітки                               |                                        |
| -------------------------------------- | -------------------------------------- | -------------------------------------- | -------------------------------------- | -------------------------------------- | -------------------------------------- | -------------------------------------- |
| 28 квітня                              | Сан-Хосе                               | 0                                      | 4                                      | Даллас                                 |                                        |                                        |
| 30 квітня                              | Сан-Хосе                               | 0                                      | 1                                      | Даллас                                 |                                        |                                        |
| 2 травня                               | Даллас                                 | 1                                      | 2                                      | Сан-Хосе                               |                                        |                                        |
| 5 травня                               | Даллас                                 | 5                                      | 4                                      | Сан-Хосе                               |                                        |                                        |
| 7 травня                               | Сан-Хосе                               | 1                                      | 4                                      | Даллас                                 |                                        |                                        |
| Даллас виграв серію 4:1.               |                                        |                                        |                                        |                                        |                                        |                                        |

| Колорадо Аваланч (2) та Детройт Ред-Вінгс (4) | Колорадо Аваланч (2) та Детройт Ред-Вінгс (4) | Колорадо Аваланч (2) та Детройт Ред-Вінгс (4) | Колорадо Аваланч (2) та Детройт Ред-Вінгс (4) | Колорадо Аваланч (2) та Детройт Ред-Вінгс (4) | Колорадо Аваланч (2) та Детройт Ред-Вінгс (4) | Колорадо Аваланч (2) та Детройт Ред-Вінгс (4) |
| Дата                                          | Господарі                                     | Господарі                                     | Гості                                         | Гості                                         | Примітки                                      |                                               |
| --------------------------------------------- | --------------------------------------------- | --------------------------------------------- | --------------------------------------------- | --------------------------------------------- | --------------------------------------------- | --------------------------------------------- |
| 27 квітня                                     | Детройт                                       | 0                                             | 2                                             | Колорадо                                      |                                               |                                               |
| 29 квітня                                     | Детройт                                       | 1                                             | 3                                             | Колорадо                                      |                                               |                                               |
| 1 травня                                      | Колорадо                                      | 1                                             | 3                                             | Детройт                                       |                                               |                                               |
| 3 травня                                      | Колорадо                                      | 3                                             | 2                                             | Детройт                                       | OT                                            |                                               |
| 6 травня                                      | Детройт                                       | 2                                             | 4                                             | Колорадо                                      |                                               |                                               |
| Колорадо виграв серію 4:1.                    |                                               |                                               |                                               |                                               |                                               |                                               |

### Фінали конференції
| Східна конференція                       | Східна конференція                       | Східна конференція                       | Східна конференція                       | Східна конференція                       | Східна конференція                       | Східна конференція                       |
| Філадельфія Флайєрс та Нью-Джерсі Девілс | Філадельфія Флайєрс та Нью-Джерсі Девілс | Філадельфія Флайєрс та Нью-Джерсі Девілс | Філадельфія Флайєрс та Нью-Джерсі Девілс | Філадельфія Флайєрс та Нью-Джерсі Девілс | Філадельфія Флайєрс та Нью-Джерсі Девілс | Філадельфія Флайєрс та Нью-Джерсі Девілс |
| Дата                                     | Господарі                                | Господарі                                | Гості                                    | Гості                                    | Примітки                                 |                                          |
| ---------------------------------------- | ---------------------------------------- | ---------------------------------------- | ---------------------------------------- | ---------------------------------------- | ---------------------------------------- | ---------------------------------------- |
| 14 травня                                | Нью-Джерсі                               | 4                                        | 1                                        | Філадельфія                              |                                          |                                          |
| 16 травня                                | Нью-Джерсі                               | 3                                        | 4                                        | Філадельфія                              |                                          |                                          |
| 18 травня                                | Філадельфія                              | 4                                        | 2                                        | Нью-Джерсі                               |                                          |                                          |
| 20 травня                                | Філадельфія                              | 3                                        | 1                                        | Нью-Джерсі                               |                                          |                                          |
| 22 травня                                | Нью-Джерсі                               | 4                                        | 1                                        | Філадельфія                              |                                          |                                          |
| 24 травня                                | Філадельфія                              | 1                                        | 2                                        | Нью-Джерсі                               |                                          |                                          |
| 26 травня                                | Нью-Джерсі                               | 2                                        | 1                                        | Філадельфія                              |                                          |                                          |
| Нью-Джерсі виграв серію 4:3.             |                                          |                                          |                                          |                                          |                                          |                                          |

| Західна конференція              | Західна конференція              | Західна конференція              | Західна конференція              | Західна конференція              | Західна конференція              | Західна конференція              |
| Даллас Старс та Колорадо Аваланч | Даллас Старс та Колорадо Аваланч | Даллас Старс та Колорадо Аваланч | Даллас Старс та Колорадо Аваланч | Даллас Старс та Колорадо Аваланч | Даллас Старс та Колорадо Аваланч | Даллас Старс та Колорадо Аваланч |
| Дата                             | Господарі                        | Господарі                        | Гості                            | Гості                            | Примітки                         |                                  |
| -------------------------------- | -------------------------------- | -------------------------------- | -------------------------------- | -------------------------------- | -------------------------------- | -------------------------------- |
| 13 травня                        | Колорадо                         | 2                                | 0                                | Даллас                           |                                  |                                  |
| 15 травня                        | Колорадо                         | 2                                | 3                                | Даллас                           |                                  |                                  |
| 19 травня                        | Даллас                           | 0                                | 2                                | Колорадо                         |                                  |                                  |
| 21 травня                        | Даллас                           | 4                                | 1                                | Колорадо                         |                                  |                                  |
| 23 травня                        | Колорадо                         | 2                                | 3                                | Даллас                           | OT                               |                                  |
| 25 травня                        | Даллас                           | 1                                | 2                                | Колорадо                         |                                  |                                  |
| 27 травня                        | Колорадо                         | 2                                | 3                                | Даллас                           |                                  |                                  |
| Даллас виграв серію 4:3.         |                                  |                                  |                                  |                                  |                                  |                                  |

### Фінал Кубка Стенлі
| Нью-Джерсі Девілс (2) та Даллас Старс (3) | Нью-Джерсі Девілс (2) та Даллас Старс (3) | Нью-Джерсі Девілс (2) та Даллас Старс (3)                                                                           | Нью-Джерсі Девілс (2) та Даллас Старс (3) | Нью-Джерсі Девілс (2) та Даллас Старс (3) | Нью-Джерсі Девілс (2) та Даллас Старс (3) | Нью-Джерсі Девілс (2) та Даллас Старс (3) |
| Дата                                      | Господарі                                 | Господарі | Гості | Гості                                     | Примітки                                  |                                           |
| ----------------------------------------- | ----------------------------------------- | --- | --- | ----------------------------------------- | ----------------------------------------- | ----------------------------------------- |
| 30 травня                                 | Даллас                                    | 3 Д. Сідор (Є. Лехтінен, М. Кін) 13:13 Д. Сім (Г. Карбонно) 47:43 К. Маллер (Г. Карбонно) 47:55                     | 7 Д. Арнотт (П. Сикора, П. Еліаш) 7:22 К. Данейко (С. Брилін, Д. Медден) 22:52 П. Сикора (П. Еліаш, Д. Арнотт) 30:28 С. Стівенс (Д. Пандолфо, Б. Рафалскі) 36:04 С. Брилін (Р. Маккей) 42:21 П. Сикора (Д. Арнотт, П. Еліаш) 43:02 Д. Арнотт (Б. Голик, П. Сикора) 45:12 | Нью-Джерсі                                |                                           |                                           |
| 1 червня                                  | Даллас                                    | 2 Б. Галл (М. Модано, Р. Матвійчук) 4:25 Б. Галл (Є. Лехтінен, М. Модано) 55:44                                     | 1 О. Могильний (С. Гомес, С. Стівенс) 12:42 | Нью-Джерсі                                |                                           |                                           |
| 3 червня                                  | Нью-Джерсі                                | 2 Д. Арнотт (Б. Рафалскі, К. Вайт) 18:06 П. Сикора (Д. Арнотт, Б. Рафалскі) 32:27                                   | 1 С. Коте 13:08 | Даллас                                    |                                           |                                           |
| 5 червня                                  | Нью-Джерсі                                | 3 С. Брилін (О. Могильний, В. Малахов) 22:27 Д. Медден (С. Нємчинов, К. Данейко) 24:51 Б. Рафалскі (П. Еліаш) 26:08 | 1 Д. Ньювендайк (Д. Сідор, Б. Галл) 18:02 | Даллас                                    |                                           |                                           |
| 8 червня                                  | Даллас                                    | 1 М. Модано (Б. Галл, Є. Лехтінен) 106:21                                                                           | 0 | Нью-Джерсі                                | 3 OT                                      |                                           |
| 10 червня                                 | Нью-Джерсі                                | 2 С. Нідермаєр (К. Лем'є, Д. Пандолфо) 25:18 (SH) Д. Арнотт (П. Еліаш, С. Стівенс) 88:20                            | 1 М. Кін (С. Торнтон, М. Модано) 26:27 | Даллас                                    | 2 OT                                      |                                           |
| Нью-Джерсі виграв серію 4:2.              |                                           | | |                                           |                                           |                                           |

## Статистика

### Найкращі бомбардири плей-оф
| Гравець        | Команда     | І  | Г  | П  | О  | +/- | ШХ |
| -------------- | ----------- | -- | -- | -- | -- | --- | -- |
| Бретт Галл     | Даллас      | 23 | 11 | 13 | 24 | +3  | 4  |
| Майк Модано    | Даллас      | 23 | 10 | 13 | 23 | +3  | 10 |
| Джейсон Арнотт | Нью-Джерсі  | 23 | 8  | 12 | 20 | +7  | 18 |
| Патрік Еліаш   | Нью-Джерсі  | 23 | 7  | 13 | 20 | +9  | 9  |
| Марк Реккі     | Філадельфія | 18 | 6  | 12 | 18 | +3  | 6  |
| Петр Сикора    | Нью-Джерсі  | 23 | 9  | 8  | 17 | +8  | 10 |
| Яромир Ягр     | Піттсбург   | 11 | 8  | 8  | 16 | +5  | 6  |
| Петер Форсберг | Колорадо    | 16 | 7  | 8  | 15 | +9  | 12 |
| Адам Дедмарш   | Колорадо    | 17 | 4  | 11 | 15 | +7  | 21 |